# Puchar Świata w bobslejach 2012/2013
Puchar Świata w bobslejach 2012/2013 rozpoczął się 10 listopada 2012 w Lake Placid, a zakończył 17 lutego 2013 w Soczi.

## Punktacja
| Miejsce = Punkty                        | Miejsce = Punkty                         | Miejsce = Punkty                             | Miejsce = Punkty                        | Miejsce = Punkty                        | Miejsce = Punkty                        |
| --------------------------------------- | ---------------------------------------- | -------------------------------------------- | --------------------------------------- | --------------------------------------- | --------------------------------------- |
| 1 = 225 2 = 210 3 = 200 4 = 192 5 = 184 | 6 = 176 7 = 168 8 = 160 9 = 152 10 = 144 | 11 = 136 12 = 128 13 = 120 14 = 112 15 = 104 | 16 = 96 17 = 88 18 = 80 19 = 74 20 = 68 | 21 = 62 22 = 56 23 = 50 24 = 45 25 = 40 | 26 = 36 27 = 32 28 = 28 29 = 24 30 = 20 |

## Kalendarz Pucharu Świata
| Lp.                                        | Data                 | Miejscowość | Konkurencja      | 1. miejsce                                                                           | 2. miejsce                                                                           | 3. miejsce                                                                           |
| ------------------------------------------ | -------------------- | ----------- | ---------------- | ------------------------------------------------------------------------------------ | ------------------------------------------------------------------------------------ | ------------------------------------------------------------------------------------ |
| 1.                                         | 10–11 listopada 2012 | Lake Placid | Dwójka kobiet    | Kaillie Humphries Chelsea Valios                                                     | Jazmine Fenlator LoLo Jones                                                          | Elana Meyers Tianna Madison                                                          |
| 1.                                         | 10–11 listopada 2012 | Lake Placid | Dwójka mężczyzn  | Steven Holcomb Steve Langton                                                         | Cory Butner Chuck Berkeley                                                           | Francesco Friedrich Gino Gerhardi                                                    |
| 1.                                         | 10–11 listopada 2012 | Lake Placid | Czwórka mężczyzn | Rosja Aleksandr Zubkow · Aleksiej Niegodajło · Dmitrij Trunienkow · Maksim Mokrousow | Stany Zjednoczone Steven Holcomb · Justin Olsen · Steve Langton · Curtis Tomasevicz  | Stany Zjednoczone Nick Cunningham · Adam Clark · Andreas Drbal · Chris Fogt          |
| 2.                                         | 17–18 listopada 2012 | Park City   | Dwójka kobiet    | Kaillie Humphries Chelsea Valios                                                     | Sandra Kiriasis Franziska Bertels                                                    | Cathleen Martini Stephanie Schneider                                                 |
| 2.                                         | 17–18 listopada 2012 | Park City   | Dwójka mężczyzn  | Steven Holcomb Curtis Tomasevicz                                                     | Cory Butner Chuck Berkeley                                                           | Francesco Friedrich Gino Gerhardi                                                    |
| 2.                                         | 17–18 listopada 2012 | Park City   | Czwórka mężczyzn | Rosja Aleksandr Zubkow · Aleksiej Niegodajło · Dmitrij Trunienkow · Maksim Mokrousow | Stany Zjednoczone Steven Holcomb · Justin Olsen · Steve Langton · Curtis Tomasevicz  | Niemcy Manuel Machata · Gregor Bermbach · Jan Speer · Christian Poser                |
| 3.                                         | 24–25 listopada 2012 | Whistler    | Dwójka kobiet    | Kaillie Humphries Chelsea Valios                                                     | Fabienne Meyer Elisabeth Grafs                                                       | Sandra Kiriasis Berit Wiacker                                                        |
| 3.                                         | 24–25 listopada 2012 | Whistler    | Dwójka mężczyzn  | Steven Holcomb Steve Langton                                                         | Lyndon Rush Lascelles Brown                                                          | Francesco Friedrich Jannis Bäcker Aleksandr Zubkow Dmitrij Trunienkow                |
| 3.                                         | 24–25 listopada 2012 | Whistler    | Czwórka mężczyzn | Rosja Aleksandr Zubkow · Aleksiej Niegodajło · Dmitrij Trunienkow · Maksim Mokrousow | Rosja Aleksandr Kasjanow · Maksim Bieługin · Ilwir Chuzin · Nikołaj Chrienkow        | Kanada Christopher Spring · Timothy Randall · Adam Rosenke · Ben Coakwell            |
| 4.                                         | 8–9 grudnia 2012     | Winterberg  | Dwójka kobiet    | Kaillie Humphries Chelsea Valois                                                     | Elana Meyers Katie Eberling                                                          | Anja Schneiderheinze-Stöckel Stephanie Schneider                                     |
| 4.                                         | 8–9 grudnia 2012     | Winterberg  | Dwójka mężczyzn  | Beat Hefti Thomas Lamparter                                                          | Aleksandr Zubkow Dmitrij Trunienkow                                                  | Lyndon Rush Jesse Lumsden                                                            |
| 4.                                         | 8–9 grudnia 2012     | Winterberg  | Czwórka mężczyzn | Rosja Aleksandr Zubkow · Aleksiej Niegodajło · Dmitrij Trunienkow · Maksim Mokrousow | Niemcy Maximilian Arndt · Alex Mann · Alexander Rödiger · Martin Putze               | Łotwa Oskars Melbārdis · Daumants Dreiškens · Arvis Vilkaste · Intars Dambis         |
| 5.                                         | 15–16 grudnia 2012   | La Plagne   | Dwójka kobiet    | Kaillie Humphries Chelsea Valois                                                     | Jamie Greubel Emily Azevedo                                                          | Elana Meyers Katie Eberling                                                          |
| 5.                                         | 15–16 grudnia 2012   | La Plagne   | Dwójka mężczyzn  | Lyndon Rush Jesse Lumsden                                                            | Beat Hefti Thomas Lamparter                                                          | Steven Holcomb Steve Langton                                                         |
| 5.                                         | 15–16 grudnia 2012   | La Plagne   | Czwórka mężczyzn | Szwajcaria Beat Hefti · Alex Baumann · Thomas Lamparter · Jürg Egger                 | Rosja Aleksandr Zubkow · Aleksiej Niegodajło · Dmitrij Trunienkow · Maksim Mokrousow | Rosja Aleksandr Kasjanow · Ilwir Chuzin · Maksim Bieługin · Piotr Moisiejew          |
| 6.                                         | 5–6 stycznia 2013    | Altenberg   | Dwójka kobiet    | Cathleen Martini Stephanie Schneider                                                 | Sandra Kiriasis Franziska Bertels                                                    | Kaillie Humphries Chelsea Valois                                                     |
| 6.                                         | 5–6 stycznia 2013    | Altenberg   | Dwójka mężczyzn  | Thomas Florschütz Kevin Kuske                                                        | Francesco Friedrich Jannis Bäcker                                                    | Manuel Machata Christian Poser                                                       |
| 6.                                         | 5–6 stycznia 2013    | Altenberg   | Czwórka mężczyzn | Niemcy Maximilian Arndt · Marko Hübenbecker · Alexander Rödiger · Martin Putze       | Niemcy Manuel Machata · Alex Mann · Jan Speer · Christian Poser                      | Niemcy Thomas Florschütz · Andreas Bredau · Kevin Kuske · Thorsten Margis            |
| 7.                                         | 12–13 stycznia 2013  | Königssee   | Dwójka kobiet    | Kaillie Humphries Chelsea Valois                                                     | Cathleen Martini Janine Ticher                                                       | Sandra Kiriasis Berit Wiacker                                                        |
| 7.                                         | 12–13 stycznia 2013  | Königssee   | Dwójka mężczyzn  | Lyndon Rush Jesse Lumsden                                                            | Oskars Melbārdis Daumants Dreiškens                                                  | Francesco Friedrich Gino Gerhardi                                                    |
| 7.                                         | 12–13 stycznia 2013  | Königssee   | Czwórka mężczyzn | Rosja Aleksandr Zubkow · Aleksiej Niegodajło · Dmitrij Trunienkow · Maksim Mokrousow | Niemcy Maximilian Arndt · Marko Hübenbecker · Alexander Rödiger · Martin Putze       | Niemcy Thomas Florschütz · Andreas Bredau · Kevin Kuske · Thomas Blaschek            |
| 8.                                         | 19–20 stycznia 2013  | Igls        | Dwójka kobiet    | Sandra Kiriasis Franziska Bertels                                                    | Kaillie Humphries Chelsea Valois                                                     | Jazmine Fenlator Aja Evans                                                           |
| 8.                                         | 19–20 stycznia 2013  | Igls        | Dwójka mężczyzn  | Beat Hefti Thomas Lamparter                                                          | Thomas Florschütz Kevin Kuske                                                        | Francesco Friedrich Jannis Bäcker                                                    |
| 8.                                         | 19–20 stycznia 2013  | Igls        | Czwórka mężczyzn | Niemcy Maximilian Arndt · Marko Hübenbecker · Alexander Rödiger · Martin Putze       | Szwajcaria Beat Hefti · Alex Baumann · Thomas Lamparter · Jürg Egger                 | Niemcy Thomas Florschütz · Andreas Bredau · Kevin Kuske · Thomas Blaschek            |
| 47. Mistrzostwa Europy 2013 – Igls         |                      |             |                  |                                                                                      |                                                                                      |                                                                                      |
| 9.                                         | 16–17 lutego 2013    | Soczi       | Dwójka kobiet    | Sandra Kiriasis Franziska Bertels                                                    | Elana Meyers Aja Evans                                                               | Kaillie Humphries Chelsea Valois                                                     |
| 9.                                         | 16–17 lutego 2013    | Soczi       | Dwójka mężczyzn  | Beat Hefti Thomas Lamparter                                                          | Thomas Florschütz Andreas Bredau                                                     | Oskars Melbārdis Daumants Dreiškens                                                  |
| 9.                                         | 16–17 lutego 2013    | Soczi       | Czwórka mężczyzn | Łotwa Oskars Melbārdis · Daumants Dreiškens · Arvis Vilkaste · Intars Dambis         | Niemcy Thomas Florschütz · Ronny Listner · Andreas Bredau · Thomas Blaschek          | Rosja Aleksandr Zubkow · Aleksiej Niegodajło · Dmitrij Trunienkow · Maksim Mokrousow |
| 9.                                         | 16–17 lutego 2013    | Soczi       | Czwórka mężczyzn | Łotwa Oskars Melbārdis · Daumants Dreiškens · Arvis Vilkaste · Intars Dambis         | Niemcy Thomas Florschütz · Ronny Listner · Andreas Bredau · Thomas Blaschek          | Rosja Aleksandr Kasjanow · Ilwir Chuzin · Maksim Bieługin · Kiriłł Antiuch           |
| 59. Mistrzostwa Świata 2013 – Sankt Moritz |                      |             |                  |                                                                                      |                                                                                      |                                                                                      |

## Klasyfikacje

### Dwójka kobiet
| Miejsce | Pilot                | Reprezentacja     | LPD | PCI | WHI | WIN | LPG | ALT | KON | IGL | SOC | Punkty |
| ------- | -------------------- | ----------------- | --- | --- | --- | --- | --- | --- | --- | --- | --- | ------ |
| 1.      | Kaillie Humphries    | Kanada            | 1.  | 1.  | 1.  | 1.  | 1.  | 3.  | 1.  | 2.  | 3.  | 1960   |
| 2.      | Sandra Kiriasis      | Niemcy            | 5.  | 2.  | 3.  | 9.  | 4.  | 2.  | 3.  | 1.  | 1.  | 1798   |
| 3.      | Cathleen Martini     | Niemcy            | 7.  | 3.  | 5.  | 8.  | 6.  | 1.  | 2.  | 6.  | 4.  | 1691   |
| 4.      | Anja Schneiderheinze | Niemcy            | 8.  | 11. | 7.  | 3.  | 5.  | 5.  | 9.  | 4.  | 8.  | 1536   |
| 5.      | Esmé Kamphuis        | Holandia          | 10. | 7.  | 4.  | 5.  | 13. | 4.  | 4.  | 8.  | 11. | 1488   |
| 6.      | Elana Meyers         | Stany Zjednoczone | 3.  | 8.  | 10. | 2.  | 3.  | –   | 8.  | 5.  | 2.  | 1468   |
| 7.      | Fabienne Meyer       | Szwajcaria        | 13. | 10. | 2.  | 6.  | 9.  | 9.  | 5.  | 11. | 5.  | 1458   |
| 8.      | Christina Hengster   | Austria           | 4.  | 6.  | 8.  | 6.  | 7.  | 6.  | 14. | 10. | 18. | 1384   |
| 9.      | Paula Walker         | Wielka Brytania   | 6.  | 9.  | 6.  | 10. | 10. | 13. | 7.  | 7.  | 16. | 1344   |
| 10.     | Jamie Greubel        | Stany Zjednoczone | 9.  | 4.  | 11. | 4.  | 2.  | –   | 11. | 9.  | 9.  | 1322   |

### Dwójka mężczyzn
| Miejsce | Pilot               | Reprezentacja     | LPD | PCI | WHI | WIN | LPG | ALT | KON | IGL | SOC | Punkty |
| ------- | ------------------- | ----------------- | --- | --- | --- | --- | --- | --- | --- | --- | --- | ------ |
| 1.      | Lyndon Rush         | Kanada            | 7.  | 20. | 2.  | 3.  | 1.  | 4.  | 1.  | 6.  | 4.  | 1656   |
| 2.      | Oskars Melbārdis    | Łotwa             | 8.  | 4.  | 14. | 7.  | 5.  | 5.  | 2.  | 4.  | 3.  | 1602   |
| 3.      | Manuel Machata      | Niemcy            | 4.  | 6.  | 7.  | 6.  | 11. | 3.  | 6.  | 13. | 8.  | 1504   |
| 4.      | Steven Holcomb      | Stany Zjednoczone | 1.  | 1.  | 1.  | 5.  | 3.  | –   | 8.  | 14. | 12. | 1459   |
| 5.      | Aleksandr Zubkow    | Rosja             | 9.  | 6.  | 3.  | 2.  | 10. | –   | 4.  | 7.  | 4.  | 1434   |
| 6.      | Francesco Friedrich | Niemcy            | 3.  | 3.  | 3.  | –   | –   | 1.  | 3.  | 3.  | 10. | 1369   |
| 7.      | Simone Bertazzo     | Włochy            | 12. | 5.  | 12. | 8.  | 4.  | 6.  | 17. | 10. | 13. | 1320   |
| 8.      | Cory Butner         | Stany Zjednoczone | 2.  | 2.  | 10. | 9.  | 12. | –   | 12. | 5.  | 9.  | 1308   |
| 9.      | Thomas Florschütz   | Niemcy            | –   | –   | –   | 4.  | 6.  | 1.  | 5.  | 2.  | 2.  | 1197   |
| 10.     | Christopher Spring  | Kanada            | 13. | 8.  | 5.  | 10. | 15. | –   | 11. | 8.  | 6.  | 1184   |

### Czwórka mężczyzn
| Miejsce | Pilot              | Reprezentacja     | LPD | PCI | WHI | WIN | LPG | ALT | KON | IGL | SOC | Punkty |
| ------- | ------------------ | ----------------- | --- | --- | --- | --- | --- | --- | --- | --- | --- | ------ |
| 1.      | Aleksandr Zubkow   | Rosja             | 1.  | 1.  | 1.  | 1.  | 2.  | –   | 1.  | 4.  | 3.  | 1727   |
| 2.      | Oskars Melbārdis   | Łotwa             | 8.  | 10. | 9.  | 3.  | 5.  | 4.  | 5.  | 5.  | 1.  | 1625   |
| 3.      | Manuel Machata     | Niemcy            | 4.  | 3.  | 6.  | 9.  | 10. | 2.  | 4.  | 6.  | 9.  | 1594   |
| 4.      | Maximilian Arndt   | Niemcy            | 9.  | 4.  | 7.  | 2.  | 4.  | 1.  | 2.  | 1.  | –   | 1574   |
| 5.      | John James Jackson | Wielka Brytania   | 7.  | 6.  | 5.  | 8.  | 8.  | 11. | 10. | 6.  | 5.  | 1488   |
| 6.      | Steven Holcomb     | Stany Zjednoczone | 2.  | 2.  | 4.  | 6.  | 7.  | –   | 7.  | 17. | 11. | 1348   |
| 7.      | Lyndon Rush        | Kanada            | 6.  | 12. | 8.  | 13. | 19. | 6.  | 9.  | 10. | 18. | 1216   |
| 8.      | Aleksandr Kasjanow | Rosja             | 13. | 7.  | 2.  | –   | 3.  | –   | 6.  | 14. | 3.  | 1186   |
| 9.      | Thomas Florschütz  | Niemcy            | –   | –   | –   | 4.  | 9.  | 3.  | 3.  | 3.  | 2.  | 1154   |
| 10.     | Nick Cunningham    | Stany Zjednoczone | 3.  | 5.  | 11. | 11. | 12. | –   | 21. | 20. | 13. | 1034   |